# Atletica leggera ai Giochi della XXVI Olimpiade - 100 metri ostacoli

Video delle Semifinali

Video della Finale

I 100 metri ostacoli hanno fatto parte del programma femminile di atletica leggera ai Giochi della XXVI Olimpiade. La competizione si è svolta nei giorni 29 e 31 luglio 1996 allo Stadio Olimpico del Centenario di Atlanta.

## Presenze ed assenze delle campionesse in carica
| Competizione         | Atleta               | Prestazione | Atlanta 1996 |
| -------------------- | -------------------- | ----------- | ------------ |
| Olimpiadi 1992       | Paraskeuī Patoulidou | 12”64       | Presente     |
| Commonwealth 1994    | Michelle Freeman     | 13”12       | Presente     |
| Goodwill Games 1994  | Brigita Bukovec      | 12”83       | Presente     |
| Europei 1994         | Svetla Dimitrova     | 12”72       | Presente     |
| Coppa del mondo 1994 | Aliuska López        | 12”91       | Presente     |
| Asiatici 1994        | Olga Shishigina      | 12”80       | Assente      |
| Panamericani 1995    | Aliuska López        | 12”68w      | Presente     |
| Africani 1995        | Taiwo Aladefa        | 12”98       | Presente     |
| Mondiali 1995        | Gail Devers          | 12”68       | Presente     |
|                      |                      |             |              |
| Mondiali junior 1992 | Gillian Russell      | 13”21       | Presente     |

1. ↑  Sotto la bandiera di Cuba.

## La gara
Nei Quarti Ludmila Engquist batte il record svedese con 12"47 e Michelle Freeman stabilisce il nuovo primato giamaicano con 12"57.

Le due atlete vincono la rispettiva semifinale, con tempi leggermente più alti. Gail Devers, terza, sembra veda ancora i fantasmi della gara stregata di Barcellona 1992. Esce la campionessa europea Svetla Dimitrova.

In finale, scatta per prima dai blocchi Patricia Girard. La Engquist e Brigita Bukovec la superano ed arrivano appaiate al traguardo. Vince la svedese per un centesimo. Dietro di loro, Gail Devers è quarta.

La Bukovec, che prima dei Giochi aveva 12"75 di personale, si è migliorata in tutti e tre i turni eliminatori. Anche Patricia Girard ha fatto forti progressi, da 12"87 a 12"65. Gail Devers, oro nei 100 piani, torna a casa frustrata per non essere riuscita a salire sul podio nella sua vera specialità.
Ludmila Engquist è la prima svedese a conquistare un oro in atletica alle Olimpiadi.

Brigita Bukovec conquista la prima medaglia olimpica per la Slovenia, nazione di recente indipendenza.

## Risultati

### Turni eliminatori
| 6 Batterie         | 29 luglio | 49 partenti   | Si qualificano le prime 4 + gli 8 migliori tempi. |
| 4 Quarti di finale | 29 luglio | 8 + 8 + 8 + 8 | Si qualificano le prime 4.                        |
| 2 Semifinali       | 31 luglio | 8 + 8         | Si qualificano le prime 4.                        |
| Finale             | 31 luglio | 8 concorrenti |                                                   |

### Finale
| Pos    | Paese       | Atleta               | Tempo |
| ------ | ----------- | -------------------- | ----- |
|        | Svezia      | Ludmila Engquist     | 12"58 |
|        | Slovenia    | Brigita Bukovec      | 12"59 |
|        | Francia     | Patricia Girard      | 12"65 |
| 4      | Stati Uniti | Gail Devers          | 12"66 |
| 5      | Giamaica    | Dione Rose           | 12"74 |
| 6      | Giamaica    | Michelle Freeman     | 12"76 |
| Squal. | Russia      | Natalia Shechodanova | 12"80 |
| 7      | Stati Uniti | Lynda Tolbert-Goode  | 13"11 |